# Guillem d'Agulló
Guillem d'Agulló (?,? - Poblet, Vimbodí, Conca de Barberà,1393) fou abat de Poblet entre 1361 i 1393.
El seu mandat durà més de trenta anys i senyala un canvi que transformà el cenobi en una gran fortalesa emmurallada, en la qual, a més, disposà de salons, biblioteca i jardins; el més important foren les sepultures reials, tot i que el comte no va poder veure-les acabades, instal·lades al bell mig de l'església de Santa Maria de Poblet.
Realitzà els grans plans idealitzats per Pere el Cerimoniós de convertir Poblet en el panteó reial dels reis de la corona d'Aragó-Catalunya, ambiciós projecte que l'abat Guillem executà amb les construccions bàsiques del monestir d'avui.
El 1975 fou nomenat almoiner reial, càrrec que passà al seus successors en l'abadia de Poblet.
L'absis del monestir de Santa Maria de Poblet, en el seu tercer finestral, disposa d'un escut en camper de gules, quatre losanges d'or, (un, dos i un), corresponent a l'abat Guillem d'Oluja, de la família dels Agulló de Lleida.